# La señal (libro de Inés Arredondo)
La Señal es el primer libro de cuentos de Inés Arredondo, publicado en 1965 por la editorial Era como parte de su colección Alacena. Los comentarios en la solapa de esta primera edición corrieron a cargo de Huberto Batis. Los temas que aborda en su primer libro de cuentos serán vasos comunicantes de los dos sucedáneos, temas en los que a decir del mismo Batis “Inés Arredondo nos descubre paso a paso, con rigor reflexivo, inmisericorde, la desesperanza, la promiscuidad, la impureza, el deshonor, la debilidad, las mediocres deficiencias de la pareja que pierde las perspectivas de su origen y que tuerce su alto destino”. En general, los personajes de este libro navegan en una vida apacible y ordenada hasta que ocurre un hecho que “los señala”, son momentos epifánicos y muchas veces situaciones límite que les cambian la vida para siempre.
Del análisis de los cuentos “La sunamita”, “Mariana” “Estío” y “Para siempre”, Geney Beltrán Félix infiere que la pureza de su estilo y el uso del understatement  —rasgos que la crítica reconoce en su obra—, devienen de aspiraciones de universalidad con las que al mismo tiempo “renuncia a hacer explícitos tratamientos que serían considerados en su momento procaces”, por lo que éstos y otros textos hacen una representación de la represión del deseo femenino. Aunque esto también lo entiende como una “tácita crítica a un país y una época en que las mujeres apenas habían conseguido pocos años antes el derecho al voto".

## Ediciones de los cuentos deLa Señal
Además de la primera edición de 1965 en Era, La señal tuvo una segunda edición en 1980 a cargo de la UNAM con el número 15 de la colección Textos de Humanidades. En 1983, la Dirección General de Publicaciones y Bibliotecas (SEP) publica La sunamita y otros cuentos, donde se incluyen además de éste, dos relatos de su segundo libro de cuentos Río Subterráneo. En 1986, la UNAM publica Mariana en Material de lectura, en el número 2 de la serie Cuento contemporáneo. La presentación está a cargo de Huberto Batis.  En 1989 aparecieron sus Obras completas por Siglo XXI Editores / DIFOCUR en la serie Los Once Ríos. A partir de la década de los noventa, los relatos de Arredondo han sido publicados en cuantiosas recopilaciones con temática de narrativa femenina y de cuento contemporáneo en México. En 2011, el Fondo de Cultura Económica compiló sus relatos en Inés Arredondo. Cuentos completos. En 2017, la editorial Océano publicó Estío y otros cuentos, la selección y el prólogo corre a cargo de Geney Beltrán Félix. De La señal incluyó los cuentos “Estío”, “Olga”, “La señal”, “Para siempre”, “La Sunamita” y “Mariana".

## Cuentos
La obra está compuesta por catorce cuentos:
- «Estío». Julio, compañero de la universidad de Román, se muda a casa de su amigo puesto que sus padres le anuncian que no pueden seguir costeando sus estudios. En la casa, rodeada de vegetación y cercana a la playa, conviven cotidianamente con la madre de Román disfrutando del sol, el calor, el agua y la frescura. ¿Será ahora ella como una madre para ambos? Su constante cercanía y la contemplación de sus cuerpos en el sol, hará que descubran sentimientos desconocidos para ellos mismos.

- «El membrillo». Laura es una joven extrovertida que busca seducir a Miguel, el novio de Elisa. Con sentimientos y experiencias aún de niña, Elisa no quiere y no puede entrar en la competencia por un hombre con una mujer. Es así que, pasiva, permanece a la expectativa de que Miguel no sucumba ante los juegos de Laura. Sin embargo, la entrada de Elisa al mundo del “sentir como mujer” llega de una manera inesperada.

- «Olga». Olga y Manuel crecieron juntos entre paisajes paradisíacos, haciendo más carnales sus juegos a medida que iban creciendo. Parecían estar destinados a estar juntos, sin embargo la llegada de Flavio, un joven que regresa al pueblo tras terminar la carrera de medicina, enturbia su romance y la vida de Olga.

- «La señal». Un hombre empequeñecido por el sol y sus propios pensamientos entra a una iglesia donde inesperadamente lo alcanza una experiencia que se convierte en un parteaguas de su vida.

- «La extranjera». Minou, la pequeña hija de un alemán recién llegado a un ingenio azucarero de México, aprende una lengua nueva. Tras la muerte de su padre, queda bajo la tutela de su frívola madrastra francesa que no empatiza mucho con ella. Conforme crece, Minou se dará cuenta de que no son las diferencias de clima, territorio y lengua lo que la hacen una extranjera.

- «Canción de cuna». Una mujer madura, abuela y viuda reúne a sus hijos para anunciarles que, a pesar de las circunstancias, está embarazada. Esta nueva condición le permitirá recuperar su identidad reprimida en la infancia a través de una melodía, la canción de cuna donde su madre le revelaba un secreto.

- «Estar vivo». Una pareja de nuevos padres tienen dificultades para mantener sana a su bebé. Lo extenuante de los días y las noches al interior de la casa se ve intervenido por la visita de Ángela, una frívola y ruidosa amiga del padre que lo abstrae de la angustia de la madre y el llanto de la niña.

- «Flamingos». Una mujer con hijos y un “hombre de familia” tienen una cita amorosa en un restaurante falsamente elegante. En su conversación, las intenciones paternalistas del señor contrastan con la practicidad de la mujer, en un ambiente que raya en lo cómico.

- «El amigo». Benjamín y Luis Alonso comparten la admiración por Mara, una bailarina que disfruta siendo el centro de sus atenciones. Al convertirse uno en su amante y el otro en su amigo, comienzan a disfrutar una alegre y renovada realidad, lejos del cansado matrimonio de Benjamín; matrimonio que, sin embargo, resulta más inseparable de lo que los tres pensaban.

- «Para siempre». Los motivos que llevan a una mujer al rompimiento con su novio se disuelven en una crisis de ansiedad al encarar la situación en el departamento modesto de él. Las acciones con las que él pretende ayudarla a salir de la crisis desenlazan en una experiencia que marca la vida de ella.

- «La casa de los espejos». El padre de Roberto Uribe Rojo, un exitoso abogado, se encuentra moribundo. Roberto revive el odio y los deseos de venganza hacia su padre quien, al abandonar a su familia, llevó a su madre a la locura y la muerte. La presencia de una antigua expareja le hará reconocer la relación entre el padre y su éxito profesional.

- «La sunamita» Tras recibir un telegrama, Luisa llega al pueblo donde se encuentra, muy enfermo, su tío Apolonio con quien había vivido como una hija en otro tiempo. Cuando éste se encuentra al borde de la muerte, el sacerdote le anuncia a Luisa que su tío quiere hacerla heredera de sus bienes y casarse con ella in articulo mortis. La simple noticia la deja aterrada, sin embargo tiene que tomar pronto una decisión.

- «Mariana». Una amiga muy cercana a Mariana narra en retrospectiva las actitudes de ésta desde que eran compañeras en un colegio de religiosas. Sin que Mariana hable casi a lo largo del cuento, se entiende que desde pequeña tuvo una gran pasión por Fernando, con quien finalmente se casó a pesar de la violenta oposición de su padre. La consagración en la iglesia el día de su boda la comunica con algo que es difícil de comprender para todos y que la vuelve ajena a Fernando, una comunión que Mariana buscará en adelante a través de su propio cuerpo y que será aprovechada por Fernando para desahogar sus celos.

## Adaptaciones al cine
- «La sunamita» (1965). Duración: 45’, Formato: 35mm, Color: blanco y negro. Guion: Inés Arredondo, Juan García Ponce y Héctor Mendoza. Dirección: Hector Mendoza. (Cortometraje incluido en la película experimental Amor, amor, amor, producida por Manuel Barbachano Ponce).[7]

- Mariana (1968). Duración: 95’. Formato: 35mm. Color: color. Guion: Inés Arredondo y Juan García Ponce. Dirección: Juan Guerrero. Reparto: Pixie Hofman, Julio Alemán, Julio Almada.